# 庫爾尼克

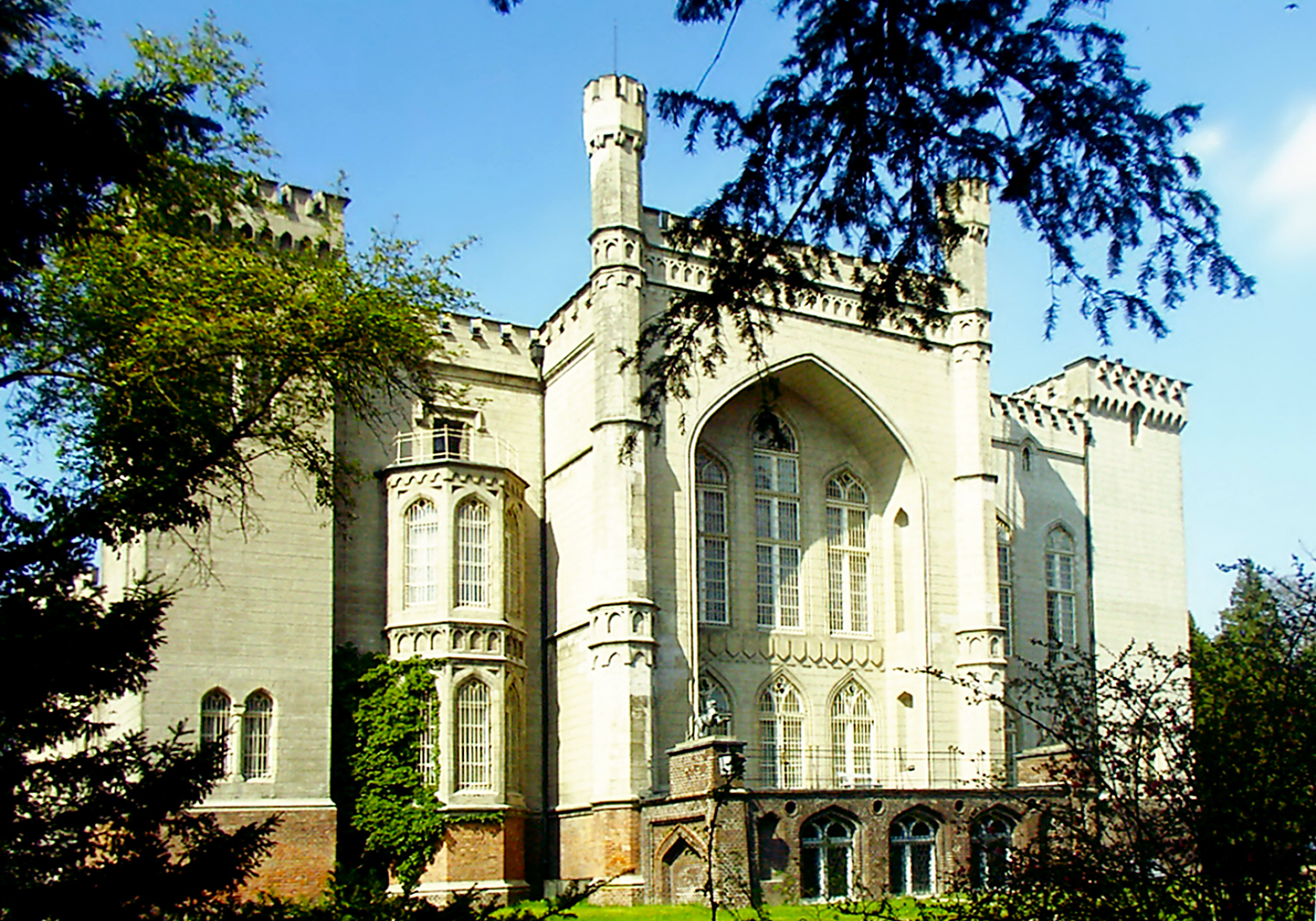
庫爾尼克城堡

庫爾尼克（[ˈkurɲik]）是波蘭的城鎮，位於該國西部大波蘭省，面積5.98平方公里，2024年人口8,141。第二次世界大戰期間，納粹德國在1939年至1945年期間佔領該鎮。